# Sergei Fjodorowitsch Timofejew
Sergei Fjodorowitsch Timofejew (russisch Сергей Фёдорович Тимофеев; * 19. März 1950 in Kasan; † 5. Juli 2021) war ein sowjetischer Ringer.

## Leben
Sergei Timofejew belegte bei den Olympischen Spielen 1976 in Montreal im Federgewichtsringen des Freien Stils den sechsten Platz. Ein paar Monate zuvor war er in der gleichen Gewichtsklasse Europameister geworden.
Nach seiner Karriere war Timofejew an einer Kinder- und Jugendsportschule in Tatarstan tätig.